# Barrage de Cotatay
Le Barrage de Cotatay est un barrage de retenue d'eau, dans le Massif central, en France. Situé sur la commune de Saint-Romain-les-Atheux, dans le département de la Loire, il retient les eaux du Cotatay, dans le bassin versant de la Loire. 
Construit en même temps que son voisin septentrional de l'Ondenon, il remplit les mêmes fonctions, à savoir l'approvisionnement en eau potable de la ville du Chambon-Feugerolles.
Chaque année se déroule à l'automne le trail des sentiers du Cotatay, course d'une vingtaine de kilomètres dont le dénivelé atteint 350 m.

## Galerie

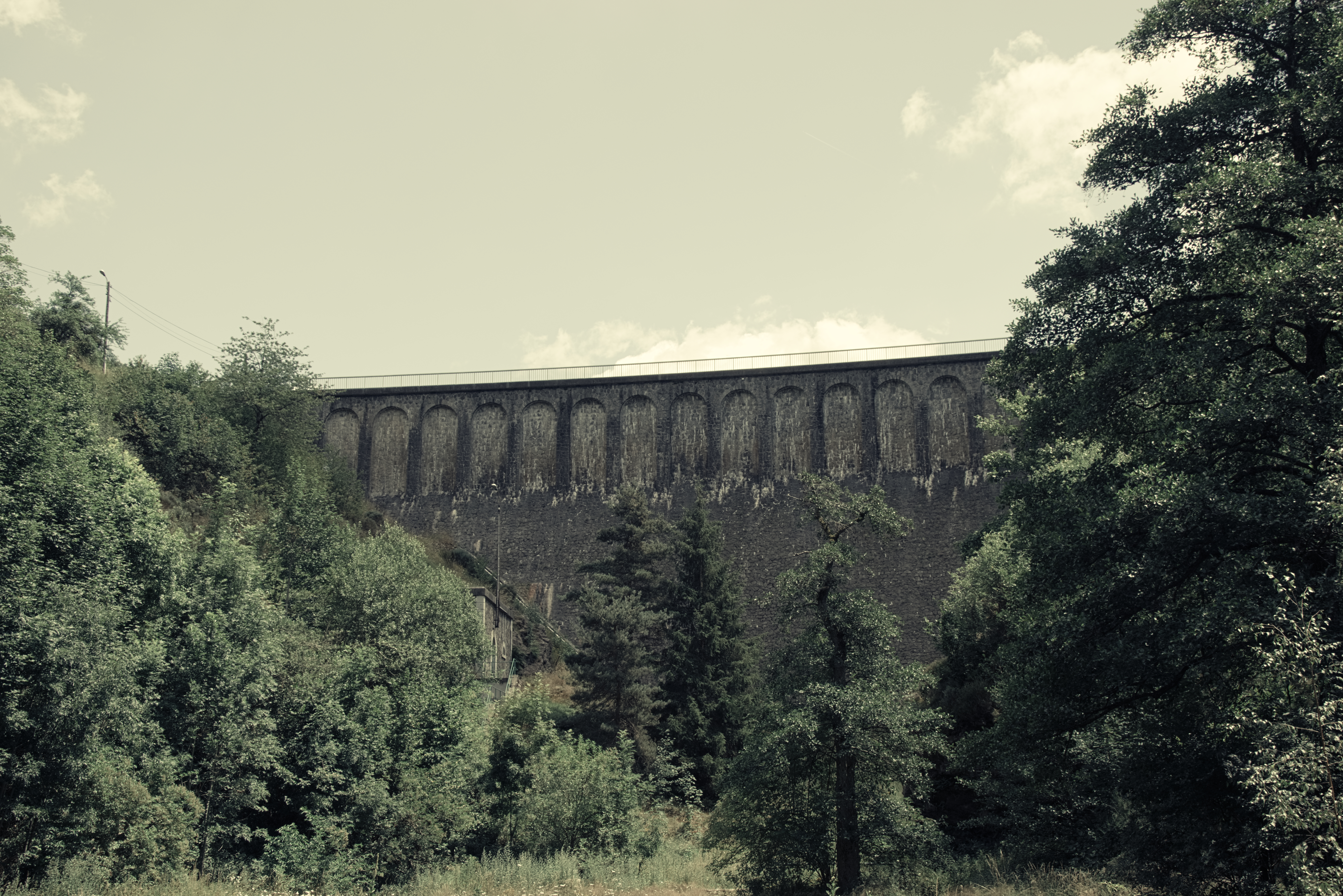
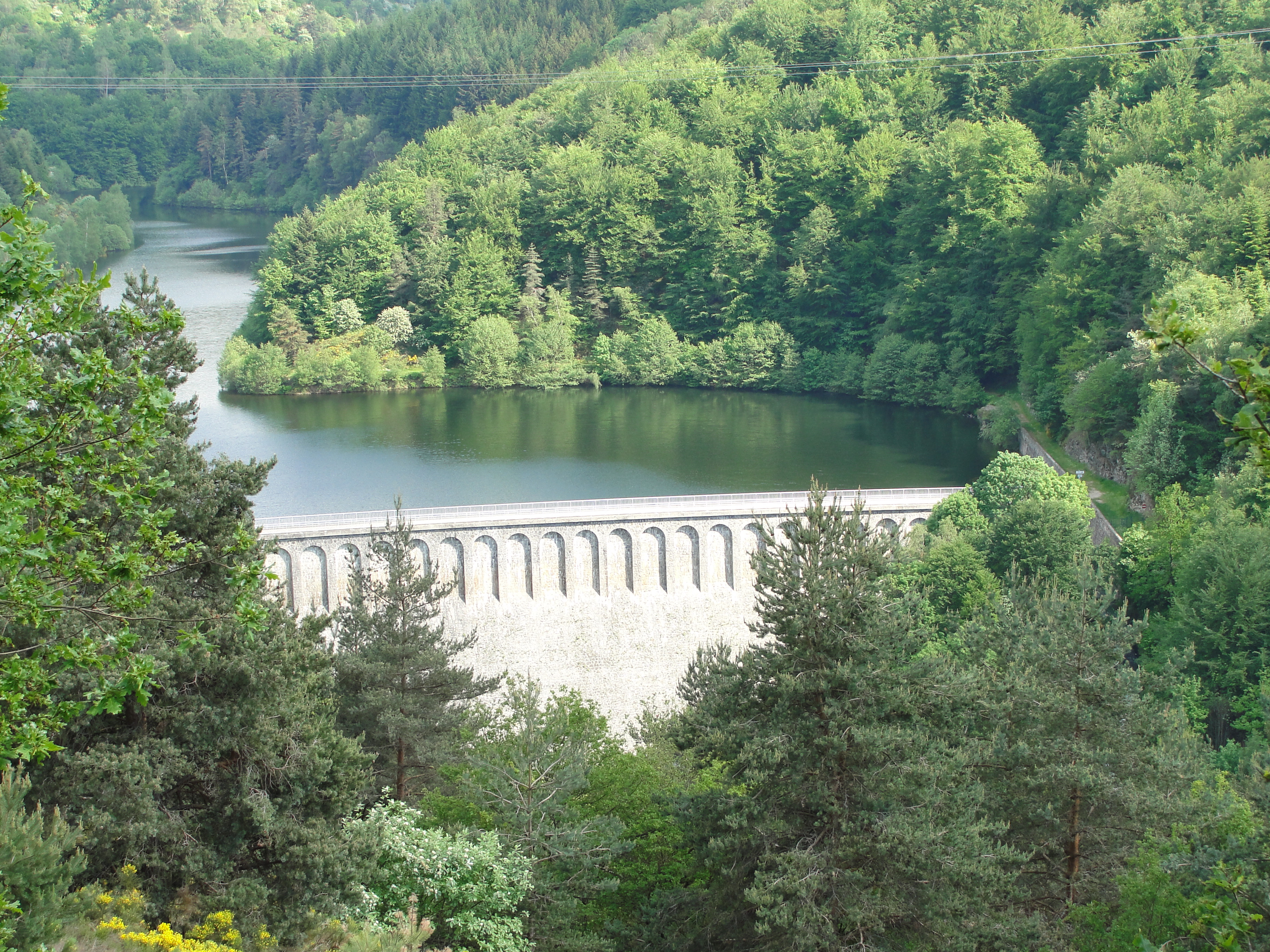
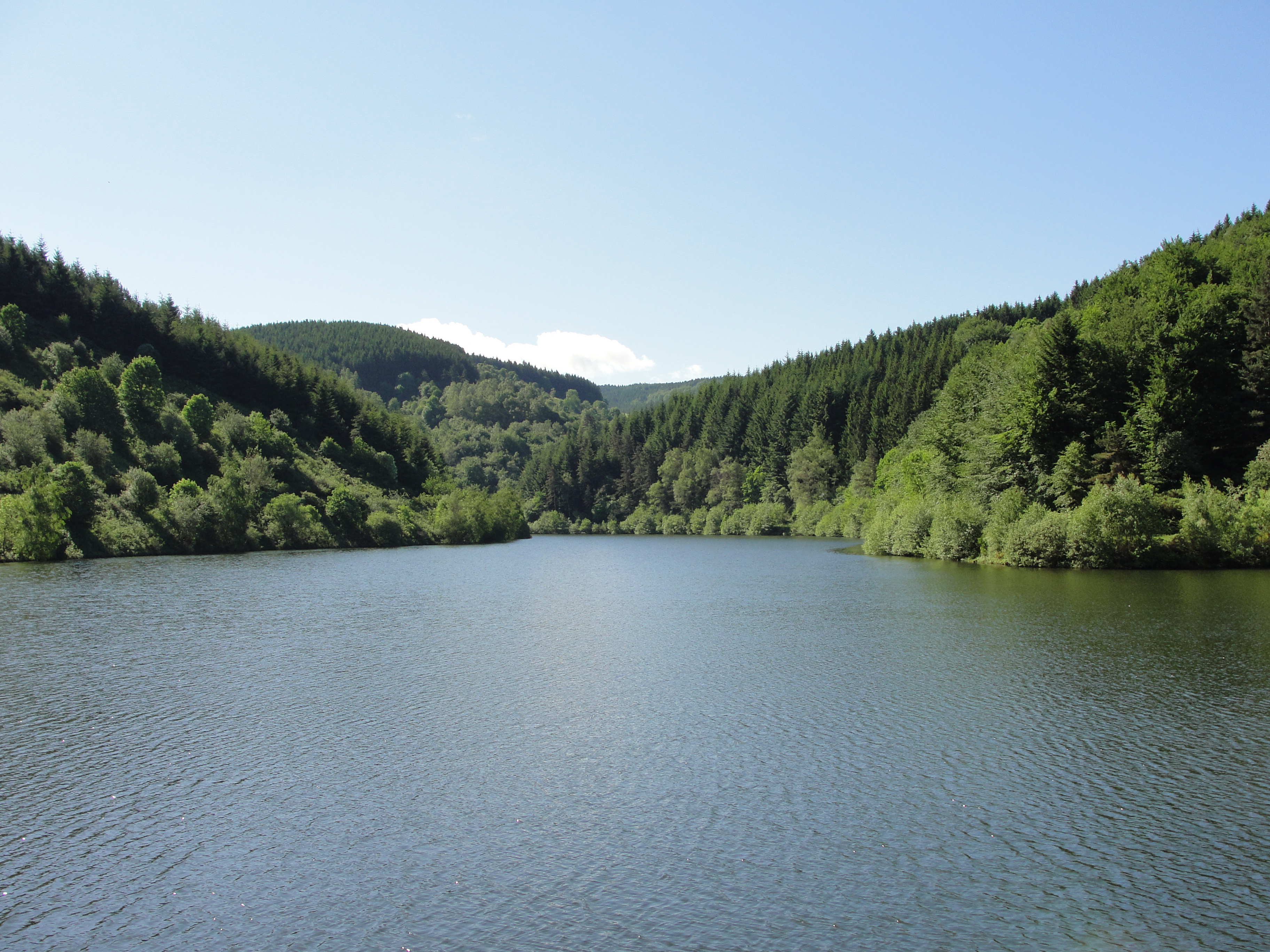
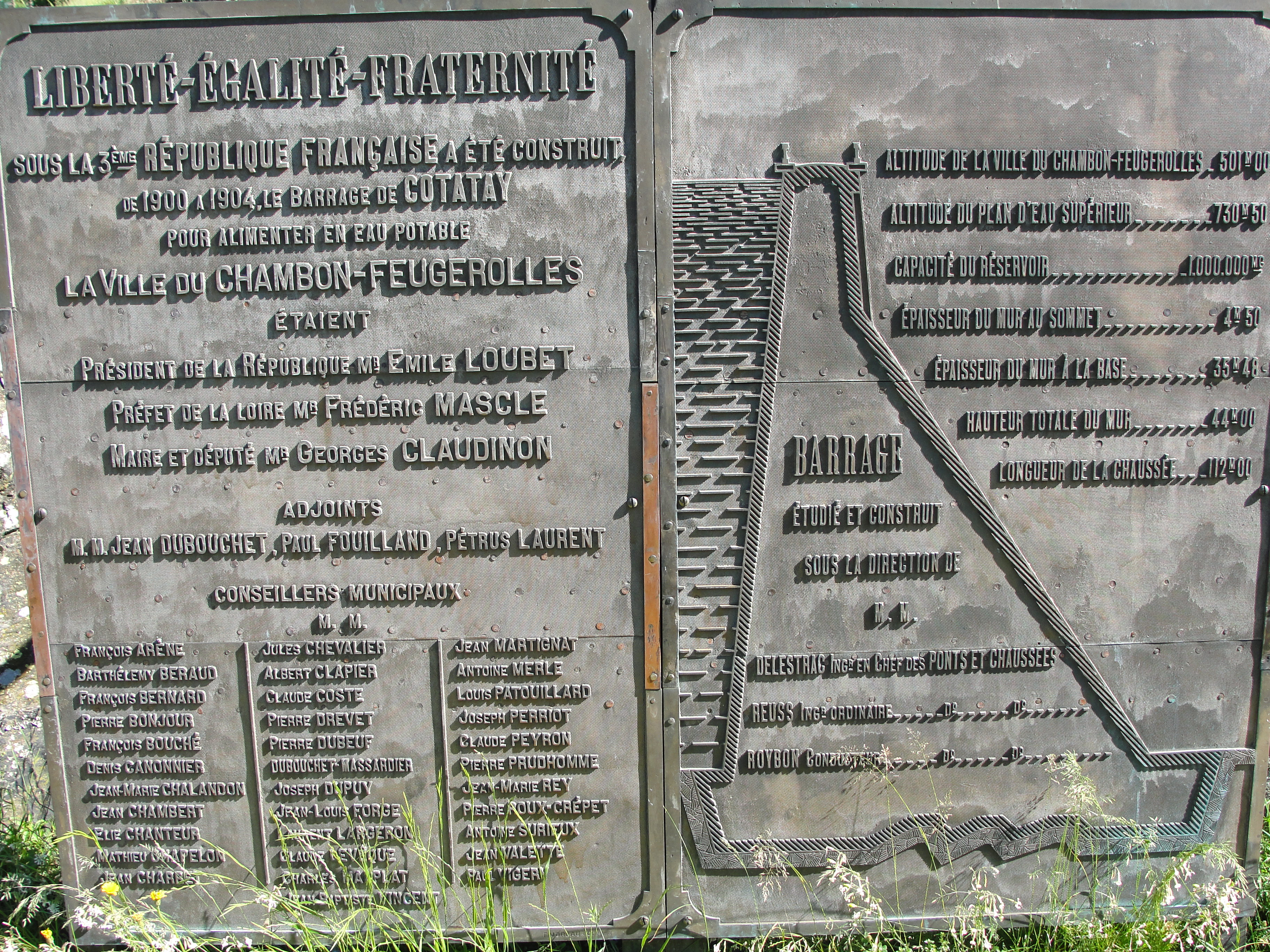